# Sogo Ishii
Sogo Ishii (石井聰互, Ishii Sōgo) (Hakata, 15 de Janeiro de 1957) é um cineasta japonês.

## Filmografia

### Como realizador
1978 Totsugeki! Hakata Gurentai - Charge! Hooligans of Hakata
1978 Hachijyu-Hachi-Man Bun no Ichi no Kodoku - Solitude of One Divided by 880,000
1978 Koko dai panikku - Panic in High School
1980 Kuruizaki sanda rodo - Crazy Thunder Road
1981 Shuffle
1982 Bakuretsu toshi - Burst City
1983 Ajia no gyakushu - Asia Strikes Back
1984 Gyakufunsha kazoku - The Crazy Family
1986 1/2 Mensch - 1/2 Man
1989 Shiatsu Oja - The Master of Shiatsu
1989 Private 8mm Film Live Diary 81-86
1994 Angel Dust
1995 Mizu no naka no hachigatsu - August in the Water
1997 Yume no ginga - Labyrinth of Dreams
2000 Gojo reisenki: Gojoe
2001 Electric Dragon 80.000 V
2003 Dead End Run
2004 Digital Short Films by Three Filmmakers 2004